# Cuentos espantosos para niños caprichosos
Historietas Assombradas (para Crianças Malcriadas) (en español: Cuentos espantosos para niños caprichosos) es una serie de animación brasileña, basada en el cortometraje del mismo nombre, creado por Victor-Hugo Borges. Producida por Glaz Entretenimento y Copa Studio, se estrenó en 4 de marzo de 2013 en Cartoon Network Brasil. Después de la primera temporada con 14 episodios de 11 minutos cada uno, la Glaz planea crear una segunda temporada en julio, pero con 26 episodios de 14 minutos. Desde su estreno, la serie ha tenido tanto éxito entre el público infantil. Fue adquirida recientemente por la distribuidora 9 Story Entertainment con el título Haunted Tales for Wicked Kids. En Latinoamérica está actualmente en exhibición en Tooncast y Cartoon Network; en Asia, a través de Disney Channel; y en España, en Boing. La serie terminó sus transmisiones el 6 de mayo de 2016.
El 24 de diciembre de 2015, se anunció la producción de Cuentos Caprichosos: La película. Con la dirección de Vitor-Hugo Borges y la producción Copa Studio. La película fue distribuida en Estados Unidos por Warner Bros Pictures y Pantelion Films como propiedad de Televisa y Lionsgate, pero en tres idiomas (portugués, español e inglés), para ser llevada al cine como "Haunted Tales for Wicked Kids: The Movie". Se estrenó en cines el 2 de noviembre de 2017. El debut al público en el canal Cartoon Network para los países latinoamericanos fue el 9 de febrero de 2018. La historia se centra en Pepe, que vive una aventura para obtener respuestas sobre su pasado junto con la Abuela y sus amigos.

## Sinopsis
Pepe es un niño travieso y perezoso de once años que vive con su abuela, una vieja bruja, y trabaja haciendo entregas para ella, que se dedica a vender artefactos y pociones mágicas por ciudad. no este los tiene Pepe, su perro Ramírez y sus amigos Marilu, Roberto, Guto y Gastón (siameses) se enfrenten con monstruos, espíritus y todo tipo de criaturas sobrenaturales.

## Personajes

### Principales
- Jose "Pepe"  (Erick Nario)

Es el protagonista popular un atención de la serie y nieto de una bruja. Es un niño de 11 años un poco cobarde y muy aventurero, pero que también ha demostrado ser egoísta y algo manipulador (rasgos que comparte con su abuela). A pesar de esto, actúa muy valientemente cuando alguno de sus amigos se encuentra en problemas (sobre todo cuando el problema lo ocasionó él).
- Pezo (Ricardo Santos)

Es un personaje la animación desconhecido...Ser el principal jugador de Pepe para el Xingu la formación de 11 años y no Abuela muy inocente y Pepe...Se conoció el nuevo personaje de este Edmundo, Amelia Lee...la Amazonia obra arte la verde Pepe para niños 7 años..También se calculó a partir de 772 la Papabena 
- Marilu  (María José Estévez)

Es una niña de 11 años de pelo morado y ojos enormes del mismo color, piel rosada. En la serie aparece como muy inocente y generosa, característica de la que los demás pueden llegar a abusar. Se asusta fácilmente, pero es muy leal. Rara vez se mete en problemas, pues es más inteligente que sus amigos, pero cuando lo hace, junta toda la ira o toda la dulzura de la que es capaz (en ambos casos es mucha), siendo capaz casi siempre de encontrar una solución al problema. No obstante, cuando se enfada, su personalidad y apariencia cambian increíblement
- Abuela (Su verdadero nombre es Ramona Bravaria De Lemorno Peperonito) (Angélica Santos)

Es una bruja que vive en lo profundo de un bosque oculto entre un pantano. Estafa a la gente vendiendo amuletos, pociones y demás hechizos mágicos. Estos productos son normalmente los que ocasionan los desastres que se ven en varios episodios. Aparenta ser malvada pero no actúa como tal, y suele tener el conocimiento o los medios para sacar a los chicos de los problemas en los que se meten.
•Mike (su nombre mikrio)
Es un robo amigo pepe...ques aparecer tercera temporada cuentos espantosos..se trata robo abuela tiene en como es los pontos que como ser niño como pero Mike perde controle no tiene com bastante es los muy los demás del siempre amigo edumundo en la serie...como ques en robótico...mike es un tercera personajes la serie fuera
- Guto / Gaston  (Ítalo Luiz  & Daniel Figueira)

Son un par de siameses no separados al nacer, con personalidades (y nacionalidades) distintas. Los 2 hermanos tienen una mano y un pie de su lado que sólo su hermano puede controlar. Guto usa una camisa amarilla, gorra y es pelirrojo. Se preocupa por los demás, es bondadoso y, a pesar de ser algo ingenuo, suele ser la voz de la razón del grupo. Aparentemente es el único que no se enfada con Pepe cuando hace cosas torpes o arruina todo y suele ponerse nervioso de vez en cuando por culpa de su hermano. Gaston aparenta ser francés, usa una boina, una camisa a rayas, un bigote francés, y habla con acento francés. Odia a Pepe y no tiene paciencia para los errores de los demás (en especial los de Pepe). Es inteligente, sarcástico e incluso histérico.
- Roberto:  (Charles Emmanuel)

Es un muchacho que estudia en la misma clase con Pepe, Marilu y otros estudiantes. Es el más alto y grande de sus amigos. Siempre utiliza una chaqueta de tipo universitario y un copete. Es gentil, amable, ingenuo y piensa en sus amigos.

### Secundarios
- Mario: Es el niño más inteligente, amable, rico y educado de la escuela, pero también el más problemático. Es el rival de Pepe, debido a que sus características son opuestas a las de él.
- Ramírez: Es el perro de Pepe y su abuela. Ayuda a su dueño ante los problemas que el niño no pueda manejar.
- Rita (O Ritinha en portugués): Es una niña con grandes gafas y aparentemente ciega. Estudia en la clase con Marilu, Pepe y los demás estudiantes.
- Gatos: Son los gatos sirvientes de la Abuela.

### Antagonistas u otros personajes
A lo largo de la serie aparecen distintos demonios y criaturas que hacen de antagonistas. Aunque otros episodios son buenos: 
- La Rubia del Baño: (Miriam Ficher) Es una mujer que solía ser la más hermosa de la escuela, hasta que la abuela de Pepe, en un arranque de celos, la encerró en el espejo del baño. Para invocarla, es necesario decir su nombre tres veces frente al espejo. Su verdadero nombre es Vanda, ayuda a las niñas a verse bonitas, pero a cambio de un precio: convertirlas en muñecas bonitas para su colección. Una frase que repite mucho es "Linda como una muñequita".

- La Muerte: (Iara Riça) Es la mismísima muerte, se encarga de cosechar las almas de quienes fallecen. Es la hermana menor de la abuela y la tía abuela de Pepe. Usa una moto para moverse y es disléxica, lo que en ocasiones hace que se confunda y tenga problemas. Además, es considerada muy sexy.
- Greg el Fantasma: (Felipe Drummond) Es un espíritu malvado que vive en la casa de Marilu. No es aterrador pero, al sacar su cabello y mostrar sus ojos, produce una imagen aterradora.
- El Diablo: (Alexandre  Victor) Es el rey de los malvados, intercambia objetos y tesoros de cualquier tipo por el alma del comprador. En la serie trata de reunir 4999 almas para poder comprar un aire acondicionado, ya que el infierno es muy caliente. Si bien es el rey de los malvados, en realidad es un torpe para los negocios y es fácil de estafar.
- Cerso y Naya: Son los amigos monstruos de Pepe. Cerso es un Pie Grande, algo tímido y con un voz suave pero a veces grave. Naya es una monstruo de lago Ness con un moño en su cabeza.
- Santa Claus: Es un personaje festivo que envía los regalos a los niños buenos y carbón a los niños malos, entre ellos Pepe.
- Zombisaurio: Eran dinosaurios extintos hasta que Pepe los trajo a la vida, creyendo que eran los renos de Santa. Esto provocó caos por toda la ciudad, cuando se asustaron con las luces; fueron destruidos gracias a un meteorito.
- Sergio: Era la tortuga de Mario, hasta que Pepe la convirtió en un mutante.
- Kumo-Tashi: Es una masajista fantasma que da masajes a todas las personas de la ciudad. Pepe y Gaston quieren ayudarla a lograr su sueño de ser cantante.
- Cupido: Inspirado en el antiguo dios romano Cupido, es un monstruo que enamora a la gente con sus flechas, tiene el cuerpo de un bebé con alas y la cabeza con forma de un corazón humano.
- Jack Hunter: Es un cazador de monstruos que tiene un programa de televisión. Aspira a destruir toda la ciudad de Pepe, ya que está llena de monstruos, aunque también hay gente inocente.
- Pepita: Es el lado femenino y malvado de Pepe que consigue controlarlo después de que Pepe usara una peluca maldita para hacerse pasar por una niña.
- El Niño Tapir: Es un niño con máscara de tapir, que está obsesionado con ser el más lindo de la foto escolar, por lo que trata de arruinar a los otros niños.
- El Hongo: Es un microorganismo que infectó a Pepe cuando tomó una bebida podrida. Marilu lo destruyó para salvarle la vida a su amigo.
- Bhutullu: Es el llamado "monstruo de los monstruos", destinado a traer el fin del mundo cuando despierte. Pepe decide despertarlo creyendo que lo recompensaría, pero en realidad iba a comérselo. Afortunadamente, toda la trama del episodio en que aparece es sólo un cuento que la abuela le contaba a Pepe. Es una parodia del monstruo de H. P. Lovecraft, Cthulhu.
- Bibi : Es un niño que no tenía amigos porque imitaba de forma fastidiosa a la gente. Soñaba con ser igual que Pepe, pero su deseo terminó dándole una maldición que lo convirtió en un mimo que imitaría a Pepe por el resto de la eternidad. Más tarde logra liberarse de la maldición.
- El Doctor Stein: Es un científico loco basado en Víctor Frankestein y su monstruo. Sabe de la sociedad de monstruos y ha creado un alimento para su gente.
- El Palomo Hombre: El ayudante del Doctor Stein. Un paloma que fue trasformado en hombre por la luna llena.
- Fing Fong: Es un payaso que actuaba en el circo y comenzó a hacerse famoso, pero la fama se le había subido a la cabeza y empezó a controlar todo. Cuando se ganó el odio de la ciudad, juró que regresaría del infierno para vengarse.
- Thythero: Es el hijo del alcalde, que está enamorado de Marilu.
- Kraaka: Era un sujeto que limpiaba la piscina hasta que se tropezó y se enredó en una bola de pelo y fue convertido en el monstruo que todos creían que era.
- Chupacabra: Es el monstruo que asesinó a la cabra Beti; también es el mayordomo.
- Gusanero: Es un gusano mafioso y mentiroso. Hizo un trato con Pepe para hacerse pasar por la gusanita de Marilu, pero terminó causando problemas.
- El Tótem de la Sabiduría: Es un tótem que habla y que fue hallado por Pepe. El tótem está formado por 4 cabezas: un águila, un jaguar, una tortuga y una capibara que le dan malos consejos en forma de opciones.
- La Oveja Siniestra: Es una oveja malvada que se adentra en el sueño de los niños y les corta el cabello para dejarlos calvos en la vida real. Roberto logra vencer a este villano, pero con el costo de perder su cabello. Al final del episodio se revela que este personaje era el niño tapir.
- Pandora: Es una niña que se traslada a la escuela de Pepe. Si bien al principio tuvieron sus diferencias, al final ella se enamora de él.
- La sombra del mal: Es una sombra que está en la lonchera de Pandora y que puede poseer objetos y gente.
- Tutankamón: Era el novio de la Abuela, pero fue encerrado en un sarcófago por ser muy posesivo y porque la Abuela terminó con él.
- El Genio de la lámpara: Es un genio que surgió de una bombilla y obligó a Pepe a cumplir sus deseos.
- Las Marilus Malvadas: Son dos versiones malvadas de Marilu, que surgieron cuando ella se vio en un espejo mágico. Una de ellas es una Marilu gótica, vestida de negro y le gusta hacer travesuras y bromas que afecten a los demás; la otra es una Marilu con aspecto de maestra que, además de ser mandona, obliga a los demás de seguir acciones a la perfección.
- El Coco: Es un monstruo parecido a un vaquero, que come a los niños mientras duermen.
- El Gorila de los Acertijos: Es un gorila que vive en el ascensor de un edificio y que plantea acertijos a las personas que suben en él.
- Bardo: Es el músico de la ciudad con apariencia de trovador, no es muy reconocido y tiene mala suerte. Hizo un trato con El Diablo para mejorar su música a cambio de dar su alma.
- Zara-Triste: Es un zombi de alto coeficiente intelectual, pero su conocimiento lo hace melancólico y triste.
- El jorobado del tiempo: Es el responsable de la línea de tiempo desde una torre de reloj. Su trabajo consiste en decir la hora todos los días, y medita para evitar estresarse. Posee una campana gigante en su joroba y quien lo golpee producirá fallas en la línea temporal. Su verdadero nombre es Jorge.
- Esteban [jorobado]: es el hermano del jorobado del tiempo. Vive en un volcán donde lo único que hace es entrenar sus músculos. Aparece en el capítulo "el jorobado del tiempo parte 2".

## Reparto
| Personaje              | Actor original                                                      | Actor de doblaje (Latinoamérica) | Temporada              |                        |
| Personajes principales | Personajes principales                                              | Personajes principales           | Personajes principales | Personajes principales |
| ---------------------- | ------------------------------------------------------------------- | -------------------------------- | ---------------------- | ---------------------- |
| Pepe                   | Kank Gomes (1) Erick Nario (2)                                      | Reinaldo Rojas                   | 1.ª- 2.ª- 3.ª- ???.ª-  |                        |
| Abuela                 | Maria Amorim (1) Angélica Santos (2)                                | Elena Díaz Toledo                | 1.ª- 2.ª- 3.ª- ???.ª-  |                        |
| Marilu                 | Karlo Joaquim (1) Isabella Guarnieri (2)                            | María José Estévez               | 1.ª- 2.ª- 5.ª- ???.ª-  |                        |
| Guto/Gastón            | Joaquim Ferreira dos Santos (1) Charles Emmanuel (2)/ William Viana | Fernando Márquez                 | 1.ª- 2.ª- ???.ª-       |                        |
| Roberto                | André Ferraz (1) Alexandre Moreno (2)                               | Ángel Mujica                     | 1.ª- 2.ª- 4.ª- ???.ª-  |                        |
| Letreros               | Ricardo Vooght                                                      | David Silva                      | 1.ª- 2.ª- 3.ª- ???.ª-  |                        |

## Recepción
En julio de 2013, IBOPE anunció que la serie fue el programa infantil más visto en Brasil entre marzo y junio de 2013.

## Cancelación
En 2022 Warner Bros. Discovery Latin America anuncio la cancelación de la serie y la película en el canal Tooncast y en HBO Max.